# 虹紋紫胸魚
腹纹紫胸鱼（学名：Stethojulis strigiventer），又名虹紋紫胸鱼，为隆头鱼科紫胸鱼属的鱼类。分布于印度洋非洲东岸至太平洋中部、北至日本琉球群岛、台湾岛以及南海诸岛、浙江沿海等。该物种的模式产地在斯里兰卡。

## 分布
本魚广泛分布于印度-太平洋地区浅海。

## 特徵
本魚體側扁，幼魚體色灰白色，背部密布白點，腹部具網狀紋；雌魚體色青綠色，有時出現數塊白斑，腹部具白色縱紋；雄魚背部青綠色，具藍色細縱紋，胸鰭基部的黃橘斑並不顯眼，背鰭硬棘9枚；背鰭軟條11枚；臀鰭硬棘3枚；臀鰭軟條11枚，體長可達15公分。

## 生態
本魚棲息在珊瑚礁平台，幼魚常在潮池中發現，具性轉變，行一夫多妻制，活動力強，夜晚潛沙而眠，屬肉食性，以小型底棲動物為食。

## 經濟利用
可食用，但多做為觀賞魚。